# Federação Internacional de Arquitetos Paisagistas
A International Federation of Landscape Architects (IFLA) é uma organização que representa a profissão de arquiteto paisagista no mundo. Ela visa proporcionar liderança e redes para apoiar o desenvolvimento da profissão e sua participação eficaz na realização de ambientes atraentes, equitativos e sustentáveis. Busca fomentar, junto às instituições de ensino, a criação de novos cursos de graduação em Arquitetura da Paisagem. 

## História
A IFLA foi fundada em Cambridge, Inglaterra, em 1948, sendo  Geoffrey Jellicoe  seu primeiro Presidente. Representava 15 países da Europa e América do Norte. Mais tarde, em 1978, a sede da IFLA foi transferida para Versalhes.